# Остица (Леко)
Остица је насеље у Италији у округу Леко, региону Ломбардија.
Према процени из 2011. у насељу је живело 52 становника. Насеље се налази на надморској висини од 285 м.